# Hodegetrija
Hodegetrija (starogrško Ὁδηγήτρια, latinizirano: Hodēgḗtria, dob. 'tista, ki kaže pot', rusko Одиги́трия, latinizirano: Odigítria; romunsko Hodighitria) ali Devica Hodegetria je ikonografska upodobitev Theotokos (Device Marije), ki ob sebi drži deteta Jezusa, medtem ko kaže nanj kot na vir odrešenja za človeštvo. Glava Device je običajno nagnjena proti otroku, ki dviga roko v znak blagoslova. V zahodni Cerkvi se ta vrsta ikone včasih imenuje Gospa s poti.
Najbolj čaščena ikona tipa hodegetrija, ki velja za izvirno, je bila razstavljena v samostanu Panaghia Hodegetria v Konstantinoplu, ki je bil zgrajen posebej za to. Za razliko od večine poznejših kopij je prikazovala Bogorodico stoječo v polni višini. Iz Svete dežele naj bi jo prinesla Evdokija, žena cesarja Teodozija II. (408–450), naslikal pa naj bi jo sam apostol Luka. Ikona je bila dvostranska z razpelom na drugi strani in je bila »morda najvidnejši kultni predmet v Bizancu«.
Prvotna ikona je verjetno izgubljena, čeprav različna izročila trdijo, da so jo odnesli v Rusijo ali Italijo. Obstaja veliko število kopij podobe, vključno z mnogimi najbolj čaščenimi ruskimi ikonami, ki so same pridobile svoj status in tradicijo kopiranja.

## Konstantinopel
Obstajajo številne podobe, ki prikazujejo ikono v njenem svetišču in v času javnega razstavljanja, ki se je dogajalo vsak torek, in je bila za obiskovalce Konstantinopla ena od velikih znamenitosti. Po četrti križarski vojni, od leta 1204 do 1261, so jo prenesli v Pantokratorjev samostan (danes mošeja v okrožju Zeyrek v Carigradu), ki je v času frankovske vladavine postal stolnica beneškega sedeža in ker nobena od ilustracij svetišča v samostanu Hodigitrije ni starejša od v tem interludiju je svetišče morda nastalo po vrnitvi.
Obstaja več poročil o tedenskem prikazu, dva najbolj podrobna s strani Špancev:
Vsak torek pride dvajset mož v cerkev Marije Hodegitrije; nosijo dolga rdeča platnena oblačila, ki pokrivajo glave kot zalezovalska oblačila […] obstaja velika procesija in moški, oblečeni v rdeče, gredo eden za drugim do ikone; tisti, s katerim je ikona zadovoljna, jo lahko vzame, kot da skoraj nič ne tehta. Položi si jo na ramo in s petjem gredo iz cerkve na velik trg, kjer nosilec ikone hodi z njo od ene strani do druge in gre petdesetkrat okoli trga. Ko jo odloži, jo drugi prevzamejo po vrsti.
Drugo poročilo pravi, da so se nosilci opotekali okoli množice, pri čemer se je zdelo, da se je ikona opotekala proti opazovalcem, ki jih je Devica takrat štela za blagoslovljene. Duhovščina se je dotikala ikone s koščki vate in jih delila množici. Stenska poslikava v cerkvi v bližini Arte v Grčiji prikazuje veliko množico ljudi, ki opazuje takšno razstavo, medtem ko se ulična tržnica za domačine nadaljuje v ospredju.
Zdi se, da slika relikvije v samostanu v Hamiltonovem psalterju prikazuje ikono za zlatim zaslonom iz velike mreže, nameščen na nosilcih, ki se dvigajo iz štiristrane piramidalne osnove, kot mnogi veliki srednjeveški govorniki. Glave služabnikov v rdečih oblačilih so poravnane s spodnjim okvirjem ikone.
Ikona je izginila med padcem Konstantinopla leta 1453, ko je bila shranjena v cerkvi Hora. Morda je bila razrezana na štiri dele.

## Širjenje podobe
V 10. stoletju, po obdobju ikonoklazma v bizantinski umetnosti, je ta podoba postala bolj razširjena in se je verjetno razvila iz prejšnje vrste, kjer je imela Devica desno roko na Jezusovem kolenu. Primer tega prejšnjega tipa je ikona Salus Populi Romani v Rimu. Številne različice nosijo napis Hodegetria v ozadju in v bizantinskem kontekstu »je le te imenovane različice njihovo srednjeveško občinstvo razumelo kot zavestne kopije originalne Hodegetrije v samostanu Hodegon«, kot pravi Maria Vasilakē.
Celopostavne različice, ki so jih verjetno izdelali grški umetniki, se pojavljajo v mozaiku v stolnici v Torcellu (12. stoletje) in Cappella Palatina v Palermu (okoli 1150), zadnja z napisom Hodegetria.
Iz Hodegetrije se je razvila Panagia Eleousa (Devica nežnega usmiljenja), kjer Marija še vedno kaže na Jezusa, vendar jo on pocuka za lice, ki ga rahlo nagne proti njemu; znane različice so Vladimirska mati Božja in Feodorovska ikona matere Božje. Običajno je Jezus na teh slikah na levi strani.

## Hodegetrija Smolenska
Nekateri Rusi verjamejo, da se je po padcu Konstantinopla ikona svetega Luke pojavila v Rusiji, kjer so jo postavili v  stolnico Marijinega vnebovzetja v Smolensku v Rusiji. Večkrat so jo z veliko slovesnostjo prinesli v Moskvo, kjer so njej v čast zgradili Novodevičji samostan. Njen praznik je 10. avgust.
Ta ikona, ki jo umetnostni zgodovinarji datirajo v 11. stoletje, naj bi bila uničena v požaru med nemško okupacijo Smolenska leta 1941. Številne cerkve po vsej Rusiji so posvečene smolenski Hodegetriji, npr. cerkev na smolenskem pokopališču v Sankt Peterburgu in  Hodogetrijevska stolnica v Ulan-Udeju. Teotokos lahko imenujejo Naša Gospa iz Smolenska.

## Italijanska tradicija
Italijansko izročilo pripoveduje, da je bila prvotna Marijina ikona, pripisana Luku, ki jo je Evdokija poslala Pulheriji iz Palestine, velika okrogla ikona le z njeno glavo. Ko je ikona prispela v Konstantinopel, je bila vgrajena kot glava v zelo veliko pravokotno ikono Marije, ki drži otroka Kristusa; prav ta sestavljena ikona je postala tista, zgodovinsko znana kot Hodegetrija. Drugo izročilo pravi, da je zadnji latinski cesar Konstantinopla, Balduin II., leta 1261 pobegnil iz Konstantinopla, s seboj vzel ta originalni okrogli del ikone. Ostala je v lasti anžujske rodbine, ki jo je prav tako dala vstaviti v večjo podobo Marije in otroka Jezusa, ki je trenutno posvečena nad glavnim oltarjem cerkve benediktinske opatije Montevergine. Na žalost je bila ta ikona skozi stoletja večkrat preslikana, tako da je težko ugotoviti, kako bi izgledala prvotna podoba Marijinega obraza. Vendar pa Guarducci tudi trdi, da je bilo leta 1950 za starodavno podobo Marije  v cerkvi Santa Francesca Romana ugotovljeno, da je zelo natančna, a obrnjena zrcalna podoba prvotne krožne ikone, ki je bila narejena v 5. stoletju in prinesena v Rim, kjer je ostala do danes.
Italijanska »izvirna« ikona Hodegetrije v Rimu je prikazana v kriminalnem romanu Smrt in obnova (1996) Iaina Pearsa, v seriji umetnostnozgodovinskih skrivnosti Jonathana Argylla.
Po njem je dobila ime cerkev Santa Maria Odigitria al Tritone v Rimu.

## Galerija

### Vzhodna cerkev
- Celopostavni mozaik grških umetnikov, Torcello, 12. stoletje
- Teotokos iz Tihvina (ok. 1300)
- Teotokos iz Perivlepta (okoli 1350)
- Teotokos iz pasijona (17. stoletje)
- Christodoulos Kalergis (18. stoletje)

### Zahodna cerkev
- Mati nenehne pomoči
- Duccio, 1284
- Dietisalvi di Speme
- Guido da Siena
- Črna Madona iz Čenstohove